# Monique Moinet
Monique Moinet, née le 26 février 1930 et morte à Ixelles en novembre 2010 à l'âge de 80 ans, est une speakerine belge.

## Biographie
Après des études à l'Académie des arts décoratifs de La Cambre, Monique Moinet est engagée pour faire  partie des premières speakerines de l'Institut national de la radiodiffusion (INR, future RTBF). Elle avait alors comme consœurs Janine Lambotte, Arlette Vincent, Sylvie et Bérangère.
Après avoir quitté la RTBF, Monique Moinet officie dans la production cinématographique aux côtés de son mari, Paul Louyet. Leur société, Resobel, produit principalement des films d'art. Elle a notamment coproduit les documentaires Met Dieric Bouts (1975) d'André Delvaux et Le Chant du peintre (1978) d'Henri Storck. Le premier film réalisé par Alain Robbe-Grillet, Trans europ express, est également produit à l'intervention de Paul Louyet quand il était chef du service cinématographique du ministère belge de l'éducation nationale et de la culture qui finance le film en coproduction avec la France, la part française étant gérée par Samy Halfon.
Monique Moinet et Paul Louyet vivent quelques années à Ibiza. Après le décès de Paul Louyet, Monique Moinet rentre en Belgique vers 2007 et retrouve la passion de ses débuts, la peinture à laquelle elle s'était adonnée à La Cambre.